# Китааики
Китааики (яп. 北相木村 Китааики-мура) — село в Японии, находящееся в уезде Минамисаку префектуры Нагано. Площадь села составляет 56,26 км², население — 830 человек (1 августа 2014), плотность населения — 14,75 чел./км².

## Географическое положение
Село расположено на острове Хонсю в префектуре Нагано региона Тюбу. С ним граничат посёлки Коуми, Сакухо и сёла Минамиаики, Уэно.

## Население
Население села составляет 830 человек (1 августа 2014), а плотность — 14,75 чел./км². Изменение численности населения с 1980 по 2005 годы:
| 1980 | 1299 чел. |  |
| 1985 | 1200 чел. |  |
| 1990 | 1194 чел. |  |
| 1995 | 1148 чел. |  |
| 2000 | 1025 чел. |  |
| 2005 | 942 чел.  |  |

## Символика
Деревом села считается лиственница, цветком — Hymenanthes, птицей — Syrmaticus soemmerringii.